# Liste von Vornamen/S
Diese Unterseite der Liste von Vornamen enthält Vornamen, die mit dem Buchstaben S beginnen.
Männliche Vornamen sind mit dem Symbol ♂ und weibliche Vornamen mit dem Symbol ♀ markiert.

## Sa
Sa’di ♂,
Saad ♂, 
Saadet ♀,
Saadia ♀,
Saar ♀,
Saarfried ♂,
Saarfriede ♀,
Sabah ♀, 
Sabahattin ♂,
Sabahudin ♂,
Šaban ♂,
Şaban ♂,
Sabiha ♀,
Sabin ♂,
Sabina ♀,
Sabine ♀,
Sabri ♂,
Sabria ♀,
Sabrin ♀,
Sabrina ♀,
Sabriye ♀,
Sacha ♂,
Sachiko ♀,
Sachso ♂,
Saddam ♂,
Sadi ♂,
Şadi ♂,
Saemira ♀, 
Şafak ♂♀,
Safet ♂,
Saffet ♂♀,
Safiye ♀, 
Sağlam ♂,
Şahan ♂,
Şahin ♂,
Said ♂,
Saimir ♂, 
Sait ♂,
Sajede ♀, 
Sakari ♂, 
Sakıp ♂,
Şakir ♂,
Saladin ♂,
Salama ♂,
Sali ♂, 
Saliamonas ♂, 
Salie ♀, 
Salih ♂,
Saliha ♀,
Salije ♀, 
Salim ♂,
Salima ♀,
Sally ♂♀,
Salma ♀,
Salman ♂,
Salmanus ♂,
Salome ♀,
Salomėja ♀, 
Salomo ♂,
Salomon ♂,
Salvator ♂,
Salvijus ♂, 
Sam ♂♀,
Samantha ♀,
Samba ♂,
Sambor ♂,
Samed ♂,
Samer ♂, 
Samet ♂,
Sami ♂,
Samia ♀,
Samim ♂,
Samir ♂,
Samira ♀,
Samīra ♀,
Sammy ♂,
Šamši-Adad ♂,
Samson ♂,
Samuel ♂,
Samuil ♂,
Samy ♂,
Sanatruq ♂,
Sancar ♂,
Sançar ♂,
Sancho ♂,
Sander ♂,
Sandër ♂, 
Sándor ♂,
Sandra ♀,
Sandrine ♀,
Sandro ♂,
Sandy ♂♀,
Sanel ♂,
Sanela ♀,
Sanem ♀,
Şanlı ♂,
Sanna ♀♂,
Santiago ♂, 
Santino ♂,
Saoirse ♀,
Sara ♀, 
Şara ♀, 
Sarah ♀,
Saranda ♀, 
Sarbel ♂,
Šarbel ♂,
Sarbelius ♂,
Sarıgül ♀,
Sarik ♂, 
Sarıkaya ♂,
Sarina ♀,
Sarit ♀,
Sarita ♀,
Šárka ♀,
Sarojini ♀,
Sarolt ♀,
Sarolta ♀,
Šarūnas ♂, 
Saša ♂♀,
Sascha ♂♀,
Saskia ♀,
Sassan ♂,
Satee ♂, 
Satoru ♂,
Satoshi ♂,
Satsuki ♀, 
Saul ♂,
Saulė ♀, 
Saulius ♂, 
Sauro ♂,
Savannah ♀, 
Savaş ♂,
Sayali ♀,
Sayan ♂,
Şayan ♂♀,
Sayar ♀,
Sayed ♂,
Sayel ♀,
Saygın ♂♀,
Saygun ♂♀,
Sayın ♂♀,
Sazak ♂,

## Sc
Scarlett ♀,
Schamil ♂,
Scharbel ♂,
Schmuel ♂,
Scholastika ♀,
Schota ♂,
Schuaib ♂,
Schwanhild ♀,
Scott ♂,

## Se
Sead ♂,
Seamus ♂,
Séamus ♂,
Sean ♂,
Seán ♂,
Seaxburg ♀,
Sebahattin ♂,
Sebald ♂,
Sebastiaan ♂,
Sebastian ♂,
Sebastiano ♂,
Sébastien ♂,
Şebnem ♀,
Seçkin ♂♀,
Seda ♂♀,
Sedat ♂,
Sedef ♀,
Sefa ♂♀,
Sefer ♂♀,
Selahattin ♂,
Selçuk ♂♀,
Selda ♀,
Selek ♂,
Selen ♂♀,
Selim ♂,
Selina ♀,
Selja ♀, 
Sellapan ♂,
Selma ♀,
Sema ♀,
Semavi ♂,
Semih ♂,
Semiha ♀,
Semino ♂,
Semir ♂,
Semra ♀,
Şen ♂♀,
Sencer ♂,
Şener ♂,
Senja ♀,
Senol ♂,
Şenol ♂♀,
Senta ♀,
Şentürk ♂,
Sepideh ♀,
Sepp ♂,
Seppo ♂,
Şerafettin ♂,
Serap ♀,
Sercan ♂♀,
Serdal ♂,
Serdar ♂,
Şeref ♂, 
Serena ♀,
Serenus ♂,
Serge ♂,
Sergei ♂,
Sergejus ♂, 
Sergi ♂,
Sergio ♂,
Sérgio ♂,
Sergiu ♂,
Sergius ♂,
Serhat ♂,
Šerif ♂,
Şerif ♂,
Şerife ♀,
Serkan ♂,
Şêrko ♂,
Şermin ♀, 
Serpil ♀,
Sertan ♂,
Servet ♂♀, 
Servius ♂,
Setareh ♀,
Seteney ♀,
Seth ♂,
Setsuko ♀,
Seval ♀,
Sevda ♀,
Severin ♂,
Sevim ♀,
Şevket ♂,
Sewarion ♂, 
Sextus ♂,
Seyfettin ♂,
Seyhan ♂♀,
Şeyma ♀,
Seymour ♂,
Sezai ♂,
Sezer ♂♀,
Sezgin ♂,

## Sh
Shaban ♂, 
Shabnam ♀,
Shahbaz ♂,
Shahryar ♂,
Shane ♂,
Shanice ♀,
Shanna ♀,
Shannon ♂♀,
Shari ♀,
Sharif ♂,
Sharifa ♀,
Shaun ♂,
Shawn ♂,
Shawna ♀,
Shayan ♂♀,
Sheela ♀,
Sheena ♀,
Shelagh ♀,
Shelby ♂,
Sheldon ♂,
Shelly ♂♀,
Sherko ♂,
Sherwood ♂,
Sheyda ♀,
Shigeo ♂,
Shin ♂,
Shingo ♂, 
Shinji ♂,
Shinya ♂,
Shirley ♂♀,
Shkodran ♂, 
Shmuel ♂,
Shobha ♀,
Shoshana ♀,
Shpëtim ♂, 
Shpëtime ♀, 
Shqipe ♀, 
Shqiponja ♀, 
Shqiponjë ♀, 
Shtjefën ♂, 
Shuaib, auch Schu'ayb ♂,
Shyam ♂,

## Si
Sian ♀,
Siân ♀,
Siapa ♀, 
Sibel ♀,
Sibet ♂,
Sibrant ♂,
Sibylle ♀,
Sidney ♂♀, 
Sidonia ♀,
Sidonius ♂,
Siebert ♂, 
Siebrand ♂,
Siegbald ♂,
Siegbert ♂,
Siegbrecht ♂,
Siegfried ♂,
Sieglinde ♀,
Siegmund ♂,
Siegward ♂,
Sietske ♀,
Sievert ♂,
Sigbert ♂,
Sigeberht ♂,
Sigebert ♂,
Sigena ♀,
Sigfús ♂,
Sigibert ♂,
Sigis ♂,
Sigisbert ♂,
Sigismund ♂,
Sigit ♂,
Sigita ♀, 
Sigitas ♂, 
Sigmar ♂,
Sigmund ♂,
Signe ♀,
Signy ♀,
Signý ♀,
Sigrid ♀,
Sigríður ♀,
Sigrun ♀,
Sigune ♀,
Sigurd ♂,
Sigurður ♂,
Sigutė ♀, 
Sigutis ♂, 
Sigvald ♂,
Sigwald ♂,
Siham ♀,
Şiir ♀,
Siiri ♀,
Silas ♂,
Silian ♂, 
Silio ♂, 
Silja ♀, 
Silke ♀,
Silvan ♂,
Silvana ♀,
Silverijus ♂, 
Silverius ♂,
Silvester ♂,
Silvia ♀,
Silvio ♂,
Silviu ♂,
Simas ♂, 
Simay ♀,
Simcha ♂♀,
Simei ♂,
Simen ♂,
Simeon ♂,
Simo ♂,
Simon ♂,
Simón ♂,
Šimon ♂,
Simona ♀,
Simonas ♂, 
Simone ♀♂,
Simonetta ♀,
Şimşek ♂,
Sina ♀,
Sinaida ♀,
Sinan ♂, 
Sindulfo ♂, 
Sinéad ♀,
Sinem ♀, 
Sinikka ♀, 
Sinja ♀,
Sinje ♀,
Siobhan ♀,
Siobhán ♀,
Sira ♀,
Siri ♀,
Şirin ♀,
Sirley ♀,
Siro ♂♀,
Sırrı ♂,
Sisay ♂♀,
Sissel ♀, 
Sıtkı ♂, 
Sıtkıye ♀, 
Siva ♂,
Siward ♂,
Sixta ♀,
Sixten ♂,
Sixto ♂,
Sixtus ♂,
Şiyar ♂,

## Sj–Sn
Sjut ♂,
Skender ♂, 
Skënder ♂, 
Skirma ♀, 
Skirmantas ♂, 
Skirmantė ♀, 
Skrollan ♀,
Skyler ♀♂,
Slata ♀,
Slavko ♂,
Sławomir ♂,
Slobodan ♂,
Smilla ♀,
Smizer ♂,
Snežana ♀,
Snorri ♂, 

## So
Sochyeta ♀,
Sofia ♀,
Sofie ♀,
Sofija ♀,
Soja ♀, 
Sokol ♂, 
Solana ♀,
Solange ♀,
Soledad ♀,
Solomon ♂,
Solvi ♀,
Solveig ♀,
Sona ♀,
Sonata ♀, 
Sondra ♀,
Soner ♂,
Songül ♀,
Sonia ♂♀,
Sonja ♀,
Sönke ♂,
Sönmez ♂,
Sonny ♂,
Sonora ♀,
Sonya ♀,
Sophia ♀,
Sophus ♂,
Sora ♂♀,
Soraya ♀,
Sören ♂,
Søren ♂,
Sorin ♂, 
Soslan ♂,
Sotirios ♂,
Sotiris ♂,
Soufian ♂,
Soufiane ♂,
Souleymane ♂,
Soykan ♂♀,
Soylu ♂,
Soysal ♂,
Sözen ♂♀,
Sözer ♂,

## Sp–Sr
Spartaco ♂,
Spurius ♂,
Srećko ♂,
Srinka ♀,
Srinko ♂,

## St
Stacy ♀,
Staffan ♂,
Stan ♂,
Stanislaus ♂,
Stanisław ♂,
Stanislovas ♂, 
Stanka ♀,
Stanko ♂,
Stasys ♂, 
Stavros ♂,
Stefan ♂,
Stefán ♂,
Stefanie ♀,
Stefano ♂,
Steffen ♂,
Stein ♂,
Steinar ♂, 
Stela ♀,
Stelian ♂, 
Stelios ♂, 
Stella ♀,
Stellan ♂, 
Stellario ♂, 
Stellarius ♂, 
Sten ♂,
Štěpán ♂,
Stepas ♂, 
Stephan ♂,
Stéphane ♂, 
Steponas ♂, 
Sterling ♂,
Steve ♂,
Steven ♂,
Sthenelos ♂,
Stian ♂, 
Stig ♂,
Stijn ♂,
Stojan ♂,
Struan ♂,
Stu ♂,
Stuart ♂,
Sture ♂,
Sturm ♂,
Stylian ♂,

## Su
Su ♂♀,
Suat ♂♀,
Sudabeh ♀,
Sue ♀,
Ṣuhaib ♂,
Suhaila ♀,
Sükan ♂,
Şükrü ♂,
Sulamith ♀,
Suleiman ♂,
Süleyman ♂,
Sultan ♂♀,
Suman ♂, 
Sumayya ♀,
Sumer ♂♀,
Sümer ♂♀,
Sümeyra ♀,
Sümeyye ♀, 
Sune ♂♀,
Sunil ♂,
Sünje ♀,
Sünne ♀,
Sunshine ♀,
Suraj ♂, 
Susan ♀,
Susanna ♀,
Susanne ♀,
Susette ♀,
Sushant ♂,
Susheela ♀,
Sushil ♂,
Sushila ♀,
Susumu ♂, 
Suvi ♀, 
Suzan ♀,
Suzane ♀,
Suzie ♀,

## Sv–Sw
Svaen ♂, 
Svala ♀, 
Svätopluk ♂,
Svätopolk ♂,
Svea ♀, 
Svean ♂, 
Sveana ♀, 
Svein ♂,
Sveinn ♂,
Sven ♂, 
Svend ♂,
Svende ♀,
Svenja ♀,
Sventopluk ♂,
Sverre ♂,
Svetlana ♀,
Sveva ♀, 
Swanhild ♀,
Swantje ♀,
Swen ♂,
Swetlana ♀,
Swiya ♀,
Swiyan ♂,
Swjatoslaw ♂,

## Sy–Sz
Sydney ♂♀, 
Syed ♂,
Sylta ♀,
Sylvin ♂, 
Sylvana ♀,
Sylvia ♀,
Sylvina ♂,
Sylke ♀,
Synke ♀,
Syntia ♂,
Szabolcs ♂,